# 阪田貞明
阪田 貞明（坂田貞明、さかた さだあき、1875年 - 1923年9月5日）は、日本の都市計画家、官庁土木技術者。東京出身。1919年から、推されて横浜市市区改正局長に転任、1922年の職制改正により同市初代の都市計画局長就任。また水道課長、水道ガス局長まで兼務し、横浜市の都市計画事業に奉じる。1923年、関東大震災発生後復興の最中に病没。震災の際に都市計画の関連資料も焼失、成果は一部しか日の目をみていない。

## 略歴
京都帝国大学理工科大学土木工学科に第一期生として入学。大学在学時に建設中の八幡製鐵所で土木工事の嘱託。1900年卒業後、内務省入省。第一区（東京）土木監督署に配属、利根川改修工事に従事。1906年、本省土木局勤務。この間、2度の軍籍。
1911年、逓信省東京逓信管理局から電信電話及び地下鉄工事を嘱託され、兼任。本務の傍らで従事。1918年には同年設立された内務省大臣官房都市計画課を兼任。その後横浜市へ。
2度の欧米視察の経験があり、その様子は『歐米視察復命書 : 内務技師阪田貞明』に詳しい。